# 艾伯特·肯普斯特
艾伯特·肯普斯特（英語：Albert Kempster，1874年8月23日—1952年1月2日），英国男子射击运动员。他曾代表英国参加1908年和1912年夏季奥林匹克运动会射击比赛，获得男子团体30米手枪和男子团体50米手枪铜牌。